# تورنوا
تورنوا (به ایتالیایی: Torrenova) یک منطقهٔ مسکونی در ایتالیا است که در استان مسینا واقع شده‌است.

## خصوصیات
تورنوا ۱۳٫۰ کیلومترمربع مساحت و ۵٬۶۳۵ نفر جمعیت دارد و ۱۰ متر بالاتر از سطح دریا واقع شده‌است.